# Ковачевич, Драган
Драган Ковачевич (серб. Драган Ковачевић; 1928, Нудо — 13 июня 1943, Врбница) — югославский сербский партизан, один из самых молодых участников Народно-освободительной войны Югославии.

## Происхождение
Родом из семьи Ковачичей, которая в полном составе участвовала в Народно-освободительной войне:
- Благое Ковачевич (1870—1943). Дед Драгана, на фронте с 1941 года. Состоял в штабе 3-й ударной дивизии. Погиб 12 июня 1943 во время битвы на Сутьеске.
- Никола Ковачевич (1890—1967). Отец Драгана, член КПЮ с 1920 года. В эмиграции с 1928 года (СССР, затем США). В годы Второй мировой войны проживал в США и занимался сбором средств среди представителей югославской эмиграции в помощь партизанам. После войны возглавлял Социалистическую Черногорию.
- Любица Шпадиер-Ковачевич. Мать Драгана, в годы войны была интендантом при 5-й черногорской пролетарской ударной бригаде.
- Сава Ковачевич (1905—1943). Дядя Драгана, на фронте с 1941 года. Дослужился до звания полковника, командовал 3-й ударной дивизией, состоял в Главном штабе НОАЮ в Черногории. Погиб 13 июня 1943 во время битвы на Сутьеске. Посмертно награждён званием Народного героя Югославии.
- Янко Ковачевич (1900—1943). Дядя Драгана, на фронте с 1941 года. Командовал взводом в 5-й черногорской пролетарской ударной бригаде. Погиб 13 июня 1943 во время битвы на Сутьеске.
- Митар Ковачевич. Старший брат Драгана, член КПЮ, на фронте с 1941 года. Служил в 5-й черногорской пролетарской ударной бригаде и 5-й Краинской дивизии. В конце войны стал работать в службе безопасности Югославии. Народный герой Югославии.

## Биография
Драган Ковачевич родился в 1928 году в деревне Нудо близ Грахово (ныне Черногория). В возрасте 13 лет вступил в партизаны, следуя примеру всей своей семьи. Служил под руководством своего дяди Савы Ковачевича, будущего Народного героя Югославии, в Никшичском партизанском отряде, 5-й черногорской пролетарской ударной бригаде и 3-й ударной дивизии. Состоял в Союзе коммунистической молодёжи Югославии. Драган являлся личным курьером Савы, а с июня 1943 года после назначения своего дяди командиром 3-й ударной дивизии был включён в состав штаба дивизии.
В июне 1943 года в разгар битвы на Сутьеске 3-я ударная дивизия решала сложную задачу по защите Центральной больницы НОАЮ и прорыву окружения. 13 июня после нескольких безуспешных попыток прорыва Сава снова решил попытаться выбраться к своим: под плотным пулемётным и артиллерийским огнём при поддержке роты сопровождения Тито и группы курьеров Сава повёл своих партизан. В той жестокой схватке были убиты и сам Сава, и его племянник Драган.
Похоронен Драган Ковачевич в братской могиле в Тьентиште в Долине героев. В деревне Ябука близ Приеполя в мемориальном комплексе имени Бошко Бухи установлен памятный бюст Драгана. В Белграде его имя носит с 1970 года школа для слабовидящих детей, а во дворе школы имени Радое Домановича в Новом Белграде установлен ещё один бюст Драгана Ковачевича.